# Кейт Алекса
Кейт Алекса Гудінські (Kate Alexa Gudinski) (народилася 2 березня 1988 року в Мельбурні, Австралія) — австралійська поп співачка та дочка австралійського музичного промоутера Майкла Гудінські, AM. Перший хіт Алекси опинився в центрі уваги в 2004 році, коли її пісня «Always There» прозвучала на популярному австралійському каналі Seven Network в найпопулярнішому телесеріалі Додому і в дорогу. Другий сингл мав посередній успіх, але після туру із Backstreet Boys в їх турі Австралією, її третій сингл «All I Hear» увійшов в десятку чарту ARIA, і залишався в топ-двадцятці протягом восьми тижнів.

## Особисте життя
Кейт може грати на піаніно, і вчиться грати на гітарі. В школі захоплювалася фотографією. Вона любить слухати таких співаків — Аланіс Моріссетт, Oasis, Skyhooks і Мадонну. Одне з інших захоплень мода — проектування взуття, наприклад балетки.

## Дискографія
- 2006: Broken & Beautiful
- 2007: H2O: Just Add Water
- 2012: Infatuation